# Niemieckie represje wobec ludności powiatu lipnowskiego (1939)
Niemieckie represje wobec ludności powiatu lipnowskiego (1939) – masowe represje wobec ludności Lipna i okolicznych miejscowości, zastosowane przez okupantów niemieckich jesienią 1939. W ramach akcji „politycznego oczyszczania terytorium” funkcjonariusze SS i członkowie paramilitarnego Selbstschutzu zamordowali wówczas kilkuset Polaków i Żydów.

## Początek niemieckiej okupacji
Lipno zostało opanowane przez oddziały Wehrmachtu w dniu 8 września 1939. W okupowanym mieście szybko zainstalowały się organy niemieckich władz policyjnych, państwowych i partyjnych. Funkcję landrata powiatu lipnowskiego, a zarazem kierownika powiatowej organizacji NSDAP (kreisleitera) objął Erich Wiebe. Jednocześnie w Lipnie i okolicznych miejscowościach zaczęły tworzyć się struktury Selbstschutzu – paramilitarnej formacji, w której skład wchodzili przedstawiciele niemieckiej mniejszości narodowej zamieszkujący ziemie przedwojennej Polski. Lipnowskie struktury „Samoobrony volksdeutschów” podlegały kierownictwu II Inspektoratu Selbstschutzu z siedzibą w Płutowie.
Przed wojną w powiecie lipnowskim zamieszkiwało 17 123 osób narodowości niemieckiej, co stanowiło 15,7% ogółu ludności powiatu (stan na 1 stycznia 1935). We wsi Liciszewy miała swoją siedzibę prężna komórka pronazistowskiej Jungdeutsche Partei, na której czele stał Artur Blaschke (liczyła ona 21 członków). Wiosną 1939 wielu młodych Niemców z powiatu lipnowskiego udało się do Wolnego Miasta Gdańska, gdzie odbyli przeszkolenie szpiegowskie i dywersyjne. Nazistowscy bojówkarze uaktywnili się już w pierwszych dniach kampanii wrześniowej. 5 września kolonista niemiecki Krzesiński zastrzelił Franciszka Tułodzieckiego, mieszkańca wsi Skępe. Z kolei gdy oddziały Wehrmachtu wkroczyły na tereny powiatu lipnowskiego miejscowi Niemcy przystąpili do denuncjowania Polaków, z którymi zazwyczaj pozostawali w osobistym konflikcie. Na podstawie donosów volksdeutschów żołnierze Wehrmachtu zamordowali bez sądu Jana Śpiewakowskiego – mieszkańca wsi Ostrowite (7 września), gajowego Kalinowskiego z gminy Szczutowo (9 września) oraz trzech braci Ławickich z Likca. 12 września we wsi Żagno zamordowano także trzech Polaków z Żuchowa oraz trzech mieszkańców Jastrzębia i Józefkowa.
Pretekstem do masowych represji stała się przede wszystkim akcja internowania aktywnych politycznie Niemców, którą w pierwszych dniach września 1939 władze polskie przeprowadziły w niektórych miejscowościach powiatu (m.in. w gminach Skępe i Bobrowniki). Zatrzymani wówczas volksdeutsche zostali ewakuowani do Włocławka lub Kutna, nie ponosząc przy tym większego uszczerbku na zdrowiu. Po zajęciu powiatu Niemcy przystąpili jednak do odwetowych aresztowań i egzekucji. 24 września 1939 za młynem parowym w Lipnie rozstrzelano 11 rolników z Sumina, Parczechowa i Konotopia. Była to pierwsza masowa egzekucja przeprowadzona przez okupantów na terenie powiatu lipnowskiego. Przeprowadzono ją w odwecie za udział miejscowych Polaków w deportowaniu kolonistów niemieckich do Kutna, mimo że nie zginął żaden z zatrzymanych wówczas volksdeutschów. Pod zarzutem udziału w konwojowaniu internowanych Niemców aresztowano również trzech młodych mężczyzn z Chodorążka koło Skępego, których rozstrzelano następnie w październiku 1939. Ponadto po wkroczeniu Niemców do Skępego (8 września) aresztowano i osadzono w więzieniu w Lipnie wszystkich Polaków, którzy konwojowali internowanych volksdeutschów do Włocławka. Część z nich wypuszczono później po zapłaceniu okupu.
W październiku 1939 powiat lipnowski został wcielony do Rzeszy jako część rejencji kwidzyńskiej Okręgu Gdańsk-Prusy Zachodnie. Namiestnik Rzeszy Albert Forster początkowo sprzeciwiał się włączeniu obydwu powiatów Ziemi Dobrzyńskiej (lipnowskiego i rypińskiego) do swojej prowincji, gdyż uważał, że zamieszkująca je ludność polska nie posiada predyspozycji do zniemczenia (Lipno i Rypin należały przed 1918 do zaboru rosyjskiego). Ostatecznie władze III Rzeszy podjęły jednak decyzję o aneksji Ziemi Dobrzyńskiej, a Forster uzyskał w zamian zgodę na wcielenie sześciu zachodnich powiatów Prus Wschodnich do Okręgu Gdańsk-Prusy Zachodnie. Na anektowanych terenach przystąpiono do zacierania wszelkich śladów polskości. Jesienią 1939 Niemcy zniszczyli m.in. monumentalny pomnik poświęcony mieszkańcom Lipna poległym w walce wolność i niepodległość Polski w latach 1918–1920 (wzniesiony w 1930 w parku im. Narutowicza w Lipnie).

## Represje wobec inteligencji
Między październikiem 1939 roku a wiosną 1940 roku Niemcy przeprowadzili na okupowanych terenach Pomorza szeroko zakrojoną akcję eksterminacyjną. Wymierzona była ona w pierwszym rzędzie w przedstawicieli polskiej inteligencji, którą narodowi socjaliści obarczali winą za politykę polonizacyjną prowadzoną na Pomorzu Gdańskim w okresie międzywojennym oraz traktowali jako główną przeszkodę na drodze do szybkiego i całkowitego zniemczenia regionu. W ramach tzw. Intelligenzaktion (pol. akcja „Inteligencja”) Niemcy zamordowali wówczas ok. 30 000 – 40 000 mieszkańców Pomorza.
Również na terenie powiatu lipnowskiego pierwsze uderzenie niemieckiego aparatu terroru – przede wszystkim Selbstschutzu – zostało wymierzone w tzw. polską warstwę przywódczą. Celem ujęcia jak największej liczby przedstawicieli polskiej inteligencji Niemcy uciekli się do podstępu. 17 października polscy nauczyciele zostali wezwani do siedziby Banku Spółdzielczego w Lipnie, gdzie rzekomo miała odbyć się konferencja poświęcona sprawom szkolnictwa. Na miejscu wszyscy zgromadzeni zostali aresztowani przez niemiecką policję, która po sprawdzeniu tożsamości zatrzymanych zwolniła jedną kobietę-nauczycielkę oraz kilku pedagogów narodowości ukraińskiej. 72 aresztowanych nauczycieli, m.in. Stanisława Estkowskiego (kierownika szkoły w Dobrzyniu nad Wisłą) oraz Zygmunta Czajkowskiego (inspektora szkolnego w Lipnie), przewieziono natomiast do aresztu policji, mieszczącego się w budynku więzienia sądowego we Włocławku. Następnego dnia wszystkich lipnowskich pedagogów wywieziono wraz z grupą Żydów i polskich duchownych do obozu koncentracyjnego Hohenbruch w Prusach Wschodnich.
W podobny sposób ujęto również posiadaczy majątków ziemskich oraz bogatszych rolników. 24 października powiatowy przywódca chłopów (Kreisbauernführer) wezwał właścicieli ziemskich z terenów powiatów włocławskiego i lipnowskiego na konferencję, której przedmiotem miały być rzekomo pilne sprawy gospodarcze. Na wezwanie stawiło się ponad 60 ziemian, bogatych chłopów i administratorów majątków (niekiedy byli to ojcowie z synami) z gmin Chalin, Fabianki i Zaduszniki (powiat włocławski) oraz Bobrowniki i Jastrzębie (powiat lipnowski). Po wejściu na salę wszyscy zgromadzeni zostali aresztowani. Osoby powyżej 65. roku życia zwolniono do domów, natomiast pozostałych przewieziono do więzienia we Włocławku, a stamtąd do obozu Rudau II bei Königsberg (Rudawa k. Królewca).
Spośród aresztowanych w Lipnie nauczycieli i właścicieli ziemskich tylko nieliczni przeżyli wojnę. W trakcie kilkumiesięcznego pobytu w obozie Hohenbruch śmierć poniosło kilku lipnowskich nauczycieli – m.in. Kazimierz Niździński (kierownik szkoły w Jastrzębiu) i Roman Chmielewski (nauczyciel z Kikoła). W styczniu 1940 lipnowscy nauczyciele noszący nazwiska rozpoczynające się od liter A-N zostali przewiezieni z Hohenbruch do obozu w Działdowie. W marcu 1940 zostali oni deportowani do obozu koncentracyjnego Dachau, skąd po kilku tygodniach przeniesiono ich do obozu Mauthausen-Gusen. Pozostałych nauczycieli z Lipna po pewnym czasie przeniesiono z Hohenbruch do różnych obozów koncentracyjnych na terenie Rzeszy (m.in. do Sachsenhausen i Buchenwaldu). Łącznie spośród 72 nauczycieli z powiatu lipnowskiego, których aresztowano jesienią 1939, zaledwie dziewięciu przeżyło więzienia i obozy. Niektórych właścicieli ziemskich zatrzymanych w dniu 24 października 1939 również deportowano do obozów koncentracyjnych, gdzie w większości zginęli. Pozostali pracowali przez jakiś czas przy budowie autostrady berlińskiej (na odcinku Królewiec-Kętrzyn), przebywając w obozach Rudau II, Beidritten i Gross Mischen. W połowie grudnia 1939 listy od zatrzymanych przestały jednak przychodzić, a listy od rodzin zaczęto zwracać z dopiskiem „odbiorca nieznany, odjechał”. Później rodziny więźniów poinformowano, że ich bliscy zostali wysiedleni do Generalnego Gubernatorstwa. W rzeczywistości żadna z osób wywiezionych do Prus Wschodnich nie wróciła do domu. Po wojnie z zachowanych dokumentów niemieckich wyszło na jaw, że zostali oni wywiezieni do obozu w Działdowie i tam rozstrzelani.
Niemieckie represje dotknęły także innych przedstawicieli „polskiej warstwy przywódczej”. Jesienią 1939 aresztowano m.in. 20 miejscowych duchownych katolickich (zginęło trzynastu), w tym ks. dziekana Jana Gryglewicza, a także licznych aktywistów i członków rozmaitych organizacji społecznych i młodzieżowych.

## Egzekucje w lasach karnkowskich i radomickich

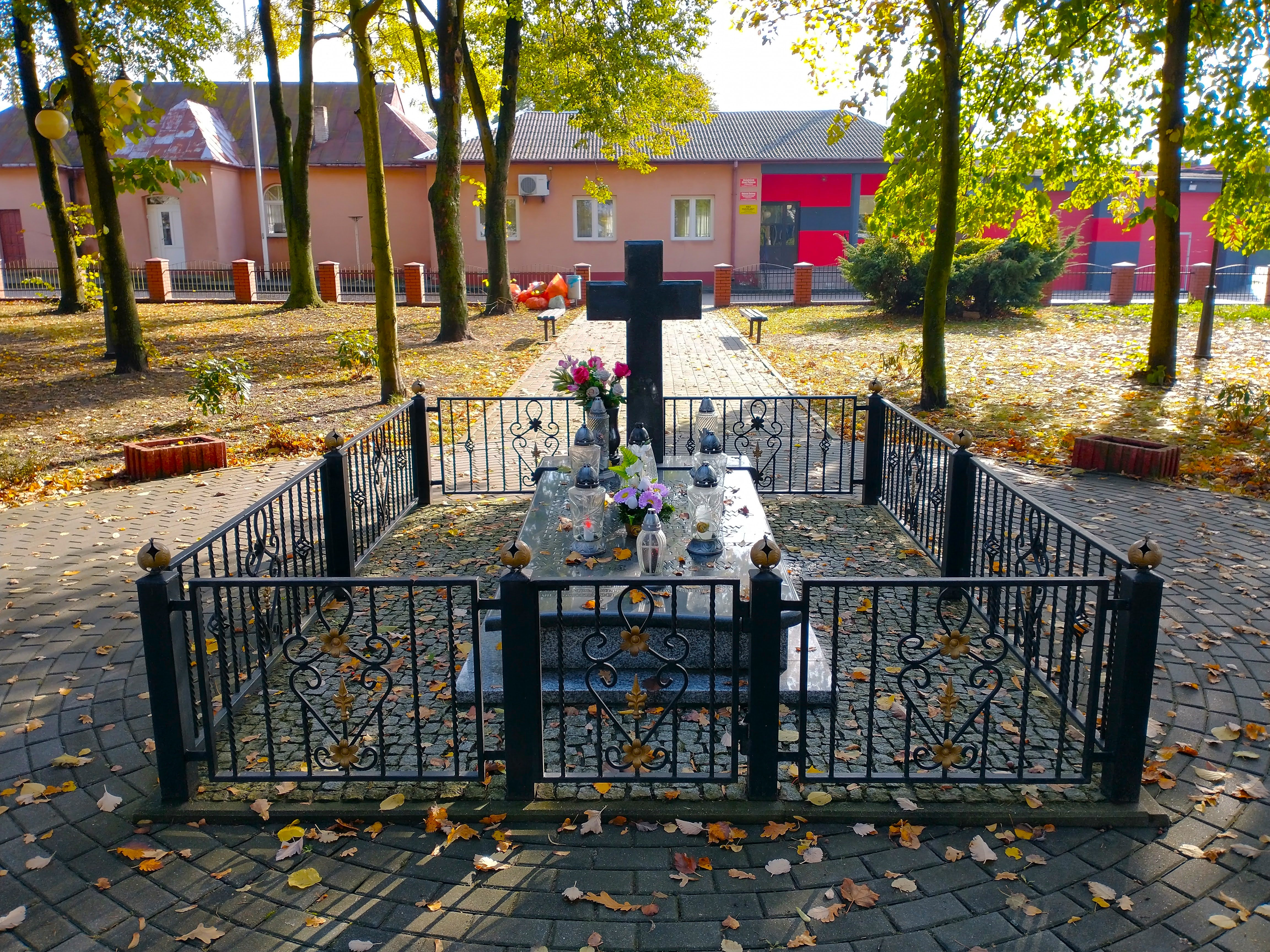
Mogiła zbiorowa w Bobrownikach

Akcja eksterminacyjna na terenie Ziemi Dobrzyńskiej przybrała największe natężenie po 25 października 1939, tj. po likwidacji administracji wojskowej i utworzeniu Okręgu Rzeszy Gdańsk-Prusy Zachodnie. W egzekucjach przeprowadzanych jesienią 1939 na terenie powiatu lipnowskiego ginęli głównie rolnicy i robotnicy wiejscy, rzemieślnicy, robotnicy, a także osoby nie posiadające zawodu. Straty poniesione przez tę część społeczeństwa Ziemi Dobrzyńskiej przewyższały liczebnie straty inteligencji. Liczne egzekucje polskich rolników, czy robotników stanowiły w pierwszym rzędzie rezultat działalności miejscowych Niemców z Selbstschutzu, którzy mogli w ten sposób uregulować wiele zadawnionych sąsiedzkich sporów i porachunków, jak też korzystali z okazji do zagrabienia mienia mordowanych Polaków.
Masowe egzekucje odbywały się przede wszystkim na terenie lasów karnkowskich pod Lipnem. Jesienią 1939 rozstrzelano tam około dwustu miejscowych rolników i robotników. We wrześniu zamordowano tam m.in. Józefa Zaborowskiego (stolarza z Lipna, działacza PPS), Mieczysława Jurkiewicza (rzeźnika z Lipna, członka straży pożarnej) oraz Czałpińskiego (pracownika majątku ziemskiego w Wielgiem). W lasach karnkowskich stracono także ks. Stanisława Przybyłowskiego z parafii w Wyszkowie, który w tym czasie przebywał u swojej matki w Suminie.
Egzekucji dokonywano także w lasach radomickich koło Lipna. 8 października 1939 Niemcy rozstrzelali tam 23 rolników i robotników rolnych z Kłokocka i okolic Bobrownik. Wszyscy zamordowani byli członkami Związku Strzeleckiego „Strzelec”.

## Prześladowania ludności żydowskiej
Od pierwszych dni okupacji Niemcy brutalnie prześladowali zamieszkującą powiat ludność żydowską. Żołnierze Wehrmachtu wraz z członkami Selbstschutzu i funkcjonariuszami Gestapo demolowali i rabowali żydowskie mieszkania oraz sklepy. Żydzi, zwłaszcza ortodoksyjni, byli również nagminnie bici i upokarzani. W pierwszych dniach października wprowadzono obowiązek noszenia przez ludność żydowską żółtych opasek. Lipnowskim Żydom zabroniono także chodzić po chodnikach. Już 14 września Niemcy zabili deskami wejście do lipnowskiej synagogi, uniemożliwiając tym samym jej wykorzystywanie w celach kultu religijnego.
23 września – w dzień święta Rosz ha-Szana – doszło w Lipnie do pierwszej masowej akcji represyjnej wymierzonej w ludność żydowską. Między innymi zatrzymano wówczas miejscowego rabina, którego zmuszono do zbierania gołymi rękoma końskiego nawozu z ulicy (został on później zwolniony z aresztu dzięki interwencji niemieckiego pastora). 2 października na gminę żydowską nałożono kontrybucję i obowiązek pracy (samozwańczy trzyosobowy Judenrat dopuścił się wówczas szeregu nadużyć). Z kolei 10 października na plac przed ratuszem spędzono grupę starszych wiekiem Żydów, których ciosami nahajek zmuszono do długotrwałych i wyczerpujących „tańców”. Podobne upokarzające „rozrywki”, połączone z biciem i maltretowaniem Żydów, Niemcy urządzili 23 października, a także w sąsiednich Skępem i Dobrzyniu nad Wisłą. Kolejna antyżydowska akcja miała miejsce w Lipnie w dniu 24 października. Za miasto wyprowadzono wówczas grupę mężczyzn w wieku od 18 do 50 lat, po czym wszystkich brutalnie rozpędzono przy pomocy psów. Selbstschutzmani przystąpili następnie do rabowania bagażów, które mężczyźni wzięli ze sobą w związku z pogłoskami o czekającym ich wysiedleniu. Pozbawiono ich także butów i ciepłych okryć. Pozostałym lipnowskim Żydom nakazano w ciągu trzech dni dostarczyć Niemcom 400 par nowych butów.
W październiku 1939 na terenie lasów karnkowskich miały miejsce pierwsze egzekucje Żydów z Lipna i Skępego. Niemcy wywieźli również z Kikoła 15 ułomnych i kalekich Żydów, których rozstrzelali następnie w pobliskich lasach. W trzeciej dekadzie listopada Niemcy spalili synagogę w Lipnie. Śmierć poniosła wówczas Elka Ickowicz, która próbowała gasić płonącą świątynię. W tym samym miesiącu spalono pozostałe budynki sakralne wyznania mojżeszowego w całym powiecie lipnowskim. Ponadto Niemcy zniszczyli żydowskie domy przy placu Dekerta w Lipnie oraz tamtejszy cmentarz żydowski, którego płyty nagrobne wykorzystano do ułożenia chodników ulicznych.
Mimo szeroko zakrojonej akcji bezpośredniej tylko część Żydów z powiatu lipnowskiego zamordowano w masowych egzekucjach. Większość z nich została wypędzona w grudniu 1939. Żydów z Lipna, a także z Lubicza i Kikoła, wywieziono wówczas do Włocławka – a stamtąd do getta w Łodzi. Ocalałych Żydów z rejonu Skępego i Dobrzynia nad Wisłą deportowano natomiast do gett w dystrykcie warszawskim, skąd po pewnym czasie zostali wysiedleni do getta warszawskiego. W grudniu 1939 w Lipnie przebywało 2 979 Żydów. W grudniu 1940 pozostawało ich już tylko siedmiu.